# Апухтино (Московская область)
Апухтино — деревня в Рузском районе Московской области, входит в состав сельского поселения Ивановское. Население — 0 чел. (2010). До 2006 года Апухтино входило в состав Сумароковского сельского округа.
Деревня расположена на западе района, на границе с Волоколамским районом, примерно в 19 километрах к северо-западу от Рузы, на южном берегу Рузского водохранилища, высота центра над уровнем моря 193 м, ближайший населённый пункт — деревня Сумароково — в 3,5 километрах южнее и Глазово Волоколамского района — в полукилометре, на другом берегу водохранилища.

## Население
| 2002 | 2006 | 2010 |
| ---- | ---- | ---- |
| 0    | →0   | →0   |